# مكتب تنسيق المكائد
مكتب تنسيق المكائد أو باليابانية: (機械加工調整室) هو مكتب تنسيقي في كيوتو تم إنشائه من قِبل وزارة الخارجية اليابانية عام 1922م لحياكة المكائد بين أُمراء الحرب الصينين، وتم حل المكتب بعد إستسلام اليابان عام 1945م وحرقت كل مستنداته لذا لا نعرف عنه الكثير من المعلومات.

- علم اليابان بين عام 1868-1945م

في 2021م صرح وزير الخارجية الياباني آنذاك يوشيماسا هاياشي وكشف في هذا التصريح عن بعض المعلومات والحقائق عن المكتب، وقال بأن المكتب من الأساس لم يكن معلومًا حتى لبعض الوزراء والمسؤولين وبتأكيد عامة الشعب، كان المكتب مشروعًا مشتركًا بين المخابرات اليابانية ووزارة الخارجية والجيش الياباني وكان جميع أفراد المكتب يطلق عليهم أسماء مستعارة خوفًا من كشف أمر المكتب، أيضًا لم يكن المكتب مختصًا بساحة الصينية فقط فقد تدخل في فيتنام واندنيسيا ومنغوليا، وكان له تأثير حاضر في الساحة الإقليمية ساعدة العمليات العسكرية في المنطقة.